# NGC 2818
NGC 2818 é uma nebulosa planetária situada na constelação austral de Pyxis. Grande parte da nebulosa é constituída pelos gases expulsos pelas camadas exteriores de uma estrela no final da sua vida. Esta estrela é uma anã branca situada no centro da nebulosa.
Amiúde é citado como um membro de um aglomerado estelar aberto, porém, as diferenças entre a velocidade radial da nebulosa planetária e este cúmulo aberto sugestionam um alinhamento aparente dos dois astros provocado apenas pela nossa posição no espaço. O caso é outro exemplo de um par superposto, unindo-se ao famoso caso de NGC 2438 e M46.
Em parte devido à sua pequena massa total, os aglomerados estelares abertos apresentam uma coesão relativamente pobre. Em consequência, os aglomerados estelares abertos tendem a ficar dispersos após um tempo relativamente curto, normalmente de cerca de 10 milhões de anos, devido a influências gravitativas externas além de outros fatores. Em condições excepcionais, os aglomerados abertos podem permanecer intatos até 100 milhões de anos.
Os modelos teóricos predizem que as nebulosas planetárias se podem formar por estrelas da sequência principal dentre 1 e 8 massas solares, o qual põe a sua idade em 40 milhões de anos ou mais. Embora haja poucas centenas de cúmulos abertos a conhecer nessa categoria de idade, várias razões limitam as possibilidades de encontrar um membro de um aglomerado estelar aberto numa fase de nebulosa planetária. Uma delas é que a fase de nebulosa planetária das estrelas mais massivas que pertencem a grupos mais novos é apenas da ordem de milhares de anos. Até a data, nenhuma associação verdadeira foi estabelecida entre os aglomerados estelares abertos e as nebulosas planetárias.
Apesar de alguns estudiosos atribuirem sua descoberta a John Herschell, ela foi na verdade descoberta em 1826 pelo astrônomo britânico James Dunlop.